# Gino Colaussi
Luigi Colàusig (Gradisca d'Isonzo, Imperio austrohúngaro, 4 de marzo de 1914-Trieste, Italia, 27 de julio de 1991), italianizado como Gino Colaussi (pronunciación en italiano: /ˈdʒiːno kolaˈussi/) durante la época fascista, fue un jugador y entrenador de fútbol italiano. En su etapa como jugador profesional se desempeñaba como delantero. 
Le convirtió dos goles a Hungría en la final de la Copa Mundial de 1938, proclamándose campeón del mundo. Su hermano Giordano y su sobrino, de mismo nombre que el anterior, también fueron futbolistas. Después de su muerte, el estadio municipal de su ciudad natal lleva su nombre, y también lo lleva una tribuna del Estadio Nereo Rocco.

## Selección nacional
Fue internacional con la selección de fútbol de Italia en 25 ocasiones y convirtió 15 goles. Fue campeón del mundo en 1938, anotando dos goles en la final.

### Participaciones en Copas del Mundo
| Mundial                        | Sede    | Resultado | Partidos | Goles |
| ------------------------------ | ------- | --------- | -------- | ----- |
| Copa Mundial de Fútbol de 1938 | Francia | Campeón   | 3        | 4     |

## Clubes

### Como jugador
| Club      | País   | Año       |
| --------- | ------ | --------- |
| Triestina | Italia | 1930-1940 |
| Juventus  | Italia | 1940-1942 |
| Vicenza   | Italia | 1942-1945 |
| Triestina | Italia | 1945-1946 |
| Padova    | Italia | 1946-1948 |
| Ternana   | Italia | 1949-1950 |
| Tharros   | Italia | 1950-1951 |
| Olbia     | Italia | 1951-1952 |

### Como entrenador
| Club       | País   | Año       |
| ---------- | ------ | --------- |
| Ternana    | Italia | 1949-1950 |
| Tharros    | Italia | 1950-1951 |
| Olbia      | Italia | 1951-1953 |
| Alcamo     | Italia | 1959-1961 |
| Triestina  | Italia | 1963      |
| Campobasso | Italia | ¿-?       |
| Vittoria   | Italia | ¿-?       |
| Canicattì  | Italia | ¿-?       |
| Alcamo     | Italia | 1967-1968 |
| Latina     | Italia | 1969-1970 |

## Palmarés

### Como jugador

#### Campeonatos nacionales
| Título             | Club     | País   | Año  |
| ------------------ | -------- | ------ | ---- |
| Copa Italia        | Juventus | Italia | 1942 |
| Serie B (Girone B) | Padova   | Italia | 1948 |

#### Copas internacionales
| Título                 | Selección | Sede    | Año  |
| ---------------------- | --------- | ------- | ---- |
| Copa Mundial de Fútbol | Italia    | Francia | 1938 |

#### Otras copas
| Título                               | Selección | Sede   | Año  |
| ------------------------------------ | --------- | ------ | ---- |
| Copa Internacional de Europa Central | Italia    | Italia | 1935 |

#### Distinciones individuales
| Distinción                                                     | Año  |
| -------------------------------------------------------------- | ---- |
| Parte del Equipo de las Estrellas de la Copa Mundial de Fútbol | 1938 |

### Como entrenador

#### Campeonatos nacionales
| Título                     | Club   | País   | Año  |
| -------------------------- | ------ | ------ | ---- |
| Promozione                 | Olbia  | Italia | 1953 |
| Prima Categoria (Girone A) | Alcamo | Italia | 1961 |